# Fundación de Moldavia
La fundación de Moldavia  (en rumano: Descălecatul Moldovei) comenzó con la llegada de un voivoda (líder militar) valaco (rumano), Dragoș, pronto seguido por su gente desde la región histórica de Maramureș, entonces parte del  Reino de Hungría, a la región natural del río Moldova. Dragoș estableció allí una organización política como vasallo del reino de Hungría en la década de 1350. La independencia del Principado de Moldavia se obtuvo cuando Bogdan I, otro voivoda valaco de Maramureș que se había peleado con el rey húngaro, cruzó los Cárpatos en 1359 y tomó el control de Moldavia, arrebatándole la región a Hungría. Permaneció como principado hasta 1859, cuando se unió con Valaquia, iniciando el desarrollo del moderno estado rumano.

## Culturas en competencia en la futura región de Moldavia
Moldavia se desarrolló en las tierras entre las montes Cárpatos y el río Dniéster, que habían estado dominadas por pueblos nómadas turcos —pechenegos, oguzes y cumanos— desde alrededor del año 900. El vecino Principado de Halych y el Reino de Hungría comenzaron a expandir su autoridad sobre algunas partes del territorio desde alrededor de 1150, pero la Horda de Oro —un kanato sucesor del Imperio mongol y luego turquizado— tomó el control de las tierras al este de los Cárpatos en la década de 1240. Los mongoles promovieron el comercio internacional y a lo largo del Dniéster se desarrolló una importante ruta comercial. La circulación de monedas húngaras y bohemias muestra que también hubo estrechos contactos económicos entre la cuenca del Moldova y Europa Central a principios del siglo XIV.
Además de la población túrquica dominante, las crónicas y documentos medievales mencionan otros pueblos que vivieron entre los Cárpatos y el Dniéster, incluidos los ulichianos y los tivercianos en el siglo IX, y los brodnici y los alanos en el siglo XIII. La presencia de los valacos en ese territorio está bien documentada desde la década de 1160. Sus organizaciones políticas locales se mencionaron por primera vez en el siglo XIII: los mongoles derrotaron a los Qara-Ulagh, o Valacos Negros, en 1241, y los valacos invadieron Halych a fines de la década de 1270.

### Los valacos —los primeros rumanos— y sus vecinos

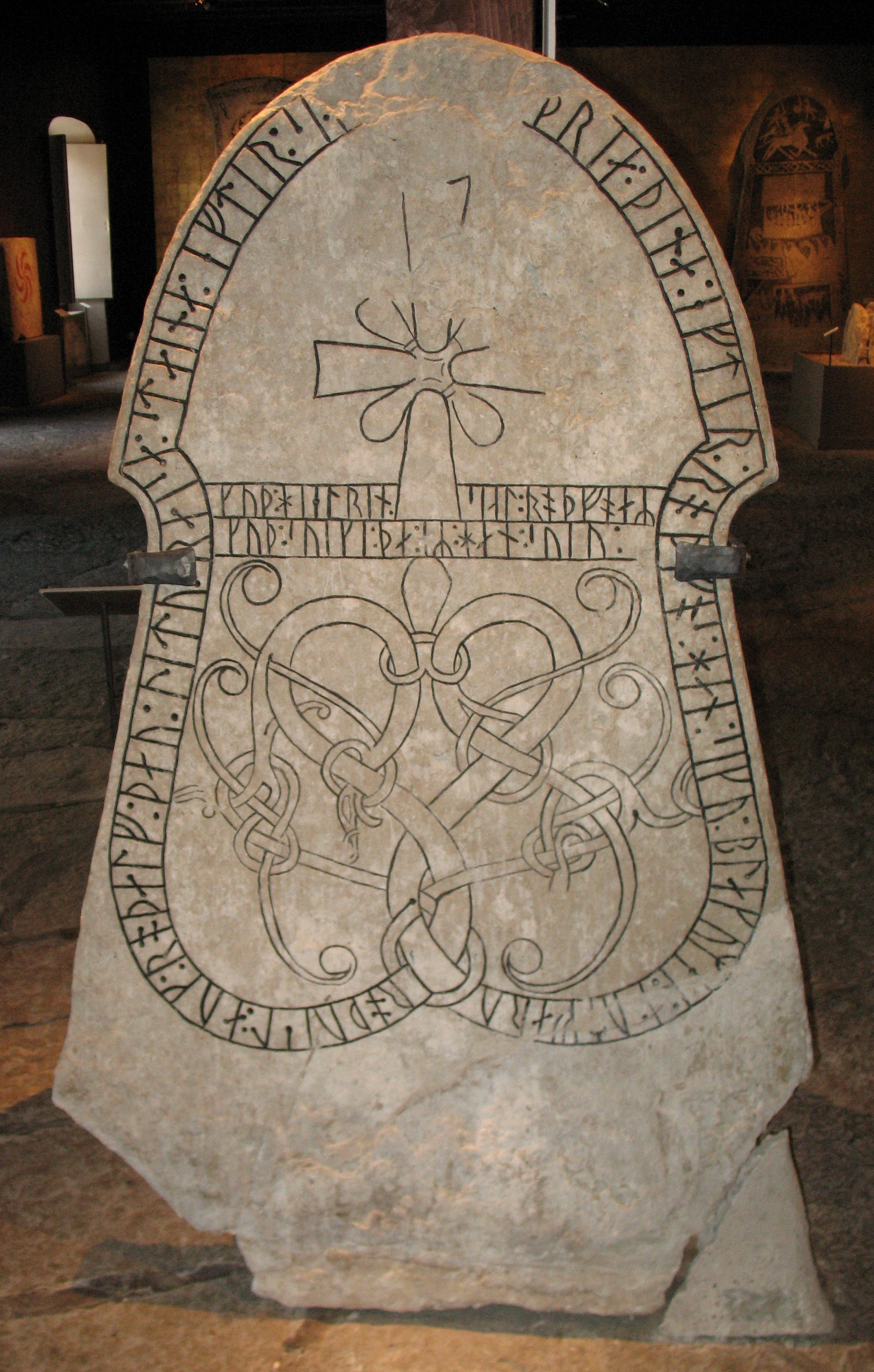
La piedra rúnica G134 del siglo XI se refiere a "Blakumen" a quien muchos historiadores identificaron como valacos (cementerio de Sjonhem, Gotland, Suecia)

La región de Moldavia —las tierras entre los Cárpatos orientales y el río Dniéster— adquirió una identidad territorial en el siglo XIV. Durante el milenio anterior, la región había sido objeto de invasiones de pueblos nómadas, periodo seguido de un tiempo pacífico alrededor de 750 durante el Kaganato de Jazaria, lo que llevó al crecimiento de la población de la región.  Una nueva cultura material, la "cultura Dridu", se extendió por las tierras a lo largo del Bajo Danubio (tanto en la actual Bulgaria como en Rumania) y en el territorio al este de los Cárpatos. Después de la llegada de los magiares a las estepas pónticas al norte del mar Negro en la década de 830, los habitantes locales fortificaron sus asentamientos con empalizadas y profundos fosos a lo largo del Dniéster en el siglo IX. Los ulichianos, tivercianos, "Waladj", y "Blaghā" son grupos étnicos que se han relacionado con los valacos, o rumanos, de la región de los Cárpatos.{ 
Victor Spinei escribió que una piedra rúnica que se habría creado alrededor de 1050 contiene la primera referencia a los rumanos que vivían al este de los Cárpatos. Se refiere a Blakumen que mató a un comerciante varego en un lugar no especificado.
Un grupo competidor, los magiares, abandonó las estepas pónticas hacia la llanura panónica después de que una coalición de pechenegos y búlgaros los derrotaran a finales del siglo IX. Los pechenegos tomaron el control del territorio, pero la mayoría de los asentamientos de Dridu sobrevivieron a su llegada. Solo las fortificaciones fueron destruidas en el siglo X o principios del XI. Aparecieron nuevos asentamientos a lo largo del curso inferior del Prut. Los ritos funerarios de los habitantes locales cambiaron radicalmente: la inhumación reemplazó a la cremación y no se puede detectar ningún ajuar funerario después de alrededor de 1000.

### Invasión y ocupación mongola
Según el historiador persa del siglo XIV, Rashid-al-Din Hamadani, durante la invasión mongola de 1241 un ejército mongol «avanzó por el camino de Qara-Ulagh, cruzó las montañas... y derrotó a los pueblos Ulagh». Su narrativa muestra que los "Quara-Ulagh", o Valacos Negros vivían en los Cárpatos orientales o en los Cárpatos meridionales. Giovanni da Pian del Carpine, un enviado papal ante el gran kan de los mongoles, conoció a un «duque Olaha» que «se iba con» su séquito a los mongoles en 1247. Victor Spinei, Vlad Georgescu y otros historiadores identifican al duque como un gobernante de Valaquia, porque su nombre es similar a la palabra húngara para Vlach (oláh), pero el nombre puede haber sido también una versión de Oleg. Fray Guillermo de Rubruck, que visitó la corte del gran kan en la década de 1250, enumeró a "los Blac", o valacos, entre los pueblos que pagaban tributo a los mongoles, pero el territorio de los valacos es incierto. Rubruck describió "Blakia" como «territorio de Asen» al sur del Bajo Danubio, mostrando que lo identificó con las regiones del norte del Segundo Imperio Búlgaro.
Los hallazgos arqueológicos —kilns para producir cerámica y hornos para fundir el mineral de hierro— identifican ciudades que fueron importantes centros económicos de la Horda Dorada. En Orheiul Vechi, también se excavaron las ruinas de una mezquita y de un baño. Los habitantes locales usaban cerámica de alta calidad (vasijas con forma de ánforas, cántaros, tazas, jarras y vasijas), similares a las que se encuentran en otras partes de la Horda Dorada. Los mongoles apoyaron el comercio internacional, lo que llevó a la formación de una «carretera mongol» desde Cracovia a lo largo del Dniéster. Casi 5000 monedas mongolas de la primera mitad del siglo XIV se han excavado en la misma región. En la desembocadura del Dniéster, Cetatea Albă  (ahora Bilhorod-Dnistrovskyi en Ucrania) se convirtió en un importante emporio. Fue establecido por comerciantes de la República de Génova a finales del siglo XIII.
Armas y piezas de arneses de los siglos XIII y XIV que se han encontrado junto con herramientas agrícolas en Vatra Moldoviței, Coșna y Cozănești muestran la existencia bien de élites locales o bien de grupos de campesinos armados entre los Cárpatos y los cursos superiores del Siret.  Monedas húngaras y bohemias estuvieron en circulación en el mismo territorio durante la primera mitad del siglo XIV.  Los habitantes locales usaban cerámica de menor calidad que las que se usaban en las tierras controladas directamente por los mongoles.

### Declinar de la Horda Dorada
La primera referencia contemporánea a los rumanos en Maramureș se registró en una carta real en 1326.  En ese año, Carlos I de Hungría otorgó la «tierra Zurduky» (ahora Strâmtura en Rumania) en el «distrito de Maramureș» a un noble valaco, Stanislau. Según la Crónica moldo-rusa, que fue preservada en unos anales rusos completados en 1505, el rey Vladislav de Hungría mandó enviados para invitar a los «antiguos romanos y los rumanos» a luchar contra los mongoles y luego recompensó a los «Antiguos romanos» con tierras en Maramureș. Los historiadores Ionel Cândea y Dumitru Țeicu identifican este hecho con la batalla del lago Hód (1280), sustituyendo a los oponentes cumanos en la crónica por tártaros. Los historiadores Pavel Parasca y Șerban Papacostea identifican al «rey Vladislaus» con Ladislao IV de Hungría, que reinó entre 1272 y 1290.
Con la desintegración de la Horda Dorada tras la muerte de Uzbeg Kan en 1341, tanto Polonia como Hungría comenzaron a expandirse hacia la zona de la estepa en la década de 1340. Casimiro III de Polonia invadió el Principado de Halych ya en 1340.  Dos crónicas del siglo XIV —una de Juan de Küküllő y  otra de un anónimo fraile minorita— dicen que el rey Luis I de Hungría envió a Andrew Lackfi, conde de los sículos, para dirigir un ejército de guerreros sículos contra los mongoles que habían hecho incursiones en Transilvania..  Lackfi y su ejército infligieron una aplastante derrota a un gran ejército mongol el 2 de febrero de 1345. Los sículos invadieron nuevamente la «tierra de los tártaros» en 1346. Según ambas crónicas, los mongoles se retiraron hasta el Dniéster después de sus derrotas.  La investigación arqueológica muestra que se erigieron fuertes en Baia, Siret, Piatra Neamț y Târgu Trotuș a finales de la década de 1340.

## La fundación de Moldavia
Tanto Polonia como Hungría aprovecharon el declive de la Horda Dorada al iniciar una nueva expansión en la década de 1340. Después de que un ejército húngaro derrotara a los mongoles en 1345, se construyeron nuevos fuertes al este de los Cárpatos. Las cartas reales, las crónicas y los nombres de lugares muestran que colonos húngaros y sajones se habrían establecido en la región. Dragoș tomó posesión de las tierras a lo largo de Moldava con la aprobación del rey Luis I de Hungría, pero los valacos se rebelaron contra el gobierno de Luis ya a finales de la década de 1350. Dragoș fue sucedido por su hijo,  Sas, pero el hijo de Sas fue expulsado de Moldavia por un antiguo voivoda de Maramureș, Bogdan, a principios de la década de 1360. Bogdan, que resistió los intentos de Luis de restaurar la soberanía húngara durante varios años, fue el primer gobernante independiente de Moldavia. Las primeras monedas de plata y bronce de Moldavia se acuñaron en 1377. El Patriarcado Ecuménico de Constantinopla reconoció la sede metropolitana de Moldavia, después de años de negociaciones, en 1401.
Las fechas en las monedas encontradas en el área indican el cambio de estado de Moldavia del dominio mongol al dominio valaco. La acuñación de monedas mongolas continuó en Orheiul Vechi hasta 1367 o 1368, lo que demuestra que un «estado tártaro tardío» sobrevivió en la región meridional entre el Prut y el Dniéster.  No se han encontrado monedas mongolas acuñadas después de 1368 o 1369 en la región del Dniéster, lo que indicaría que los gobernantes mongoles ya no controlaban el territorio. Moldavia inicialmente incluía un pequeño territorio entre el Prut y el Siret.  Luis eximió a los comerciantes de «Demetrius, príncipe de los tártaros» de pagar impuestos en Hungría a cambio de asegurar la exención de impuestos de los comerciantes de Brașov en «el país del Señor Demetrius».

### Llegada de Dragoș a Moldavia y su «descabalgada» allí

El escudo de armas de Moldavia, que representa un uro, la probable presa de la caza de Dragoș.

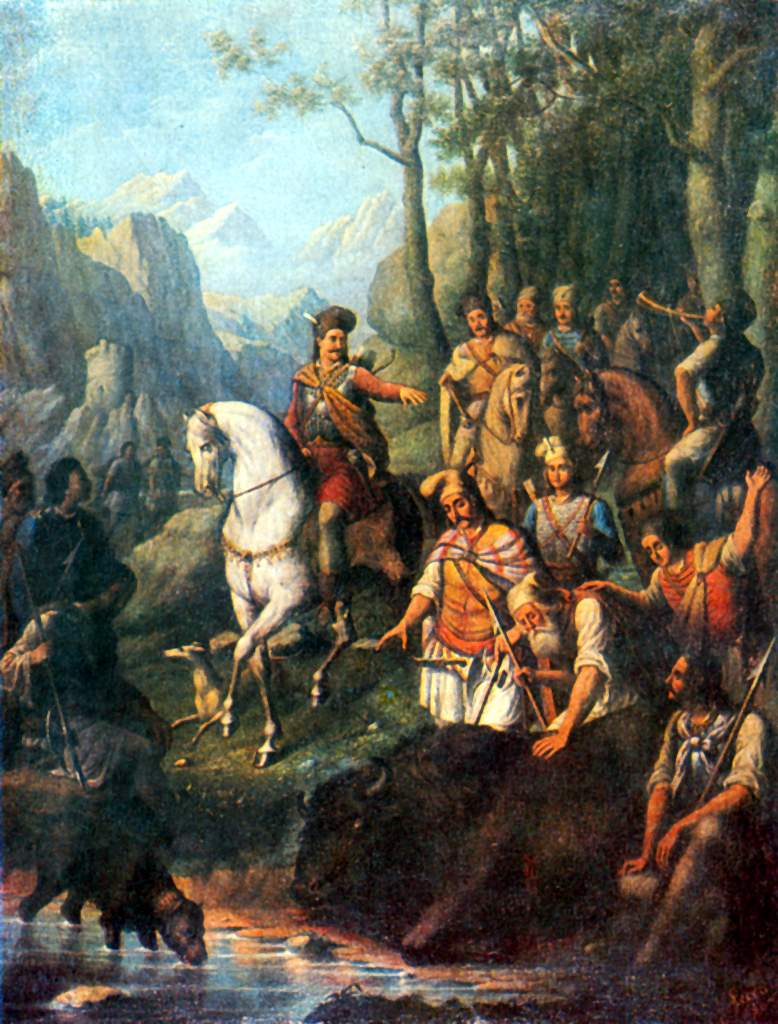
La caza del bisonte del voivoda Dragoș (obra de Constantin Lecca)

Las historias rumanas citan crónicas de Moldavia, que atribuyen a Dragoș, un gobernante valaco, la fundación de Moldavia. Según la leyenda, dirigiría una partida de caza a la región cuando desmontó de su caballo en el río Moldova, de ahí el nombre de este evento, descălecat o «descabalgada». Fue durante esa partida de caza cuando consideró que la región era más atractiva para su gente que la Tierra de Maramureş en el Reino de Hungría, donde vivían entonces. Una teoría de Nicolae Iorga sugiere que la Tierra de Maramureș era una de las "Rumanías" donde grupos étnicos de romance oriental (conocidos como valacos en la Edad Media) habían sobrevivido a las Grandes Migraciones. Una teoría concurrente sugiere que los valacos de Maramureș llegaron de la Gran Valaquia (en la actual Macedonia) en la segunda mitad del siglo XIII.
Según la Crónica moldo-rusa de principios del siglo XVI, los valacos llegaron a Maramureș durante el reinado del rey Vladislao de Hungría para luchar contra los mongoles.  Este documento representa a Dragoș como uno de los rumanos a quienes el "rey Vladislao" había otorgado propiedades en Maramureș. Según las diversas versiones de la leyenda de su "descabalgada", Dragoș se fue a cazar, junto con sus criados.  Mientras perseguían a un uro o un bisonte, llegaron hasta el río Moldava, donde mataron a la bestia.  Les gustó el lugar donde se detuvieron y decidieron instalarse a orillas del río.  Dragoș regresó a Maramureș solo para regresar con toda su gente «en la periferia de las tierras donde los tártaros vagaban». Las cacerías rituales que terminan con el establecimiento de un estado, una ciudad o un pueblo son elementos populares del folclore de varios pueblos de Eurasia, como los húngaros y los lituanos.
La «descabalgada» de Dragoș tuvo lugar en 1359, según la mayoría de las crónicas de Moldavia. Excepto la crónica moldovolaca que da 1352 como fecha. Sin embargo, las mismas crónicas agregan varios años al determinar el período entre la llegada de Dragoș a Moldavia y el primer año del reinado de Alejandro el Bueno en 1400. Por ejemplo, la Crónica Anónima de Moldavia menciona 44 años, pero la Crónica moldo-rusa anota 48 años.   En consecuencia, los historiadores modernos debaten la fecha de la descabalgada.   Por ejemplo, Dennis Deletant dice que Dragoș llegó a Moldavia poco después del establecimiento de la Diócesis de Milkovia en 1347.
Moldavia surgió como una «provincia fronteriza defensiva» del Reino de Hungría.  Una versión de la crónica de Grigore Ureche declara que el gobierno de Dragoș en Moldavia «fue como una capitanía», lo que implica que era un comandante militar. El rey Luis I de Hungría mencionó a Moldavia como «nuestra tierra de Moldavia». La provincia inicialmente incluía la parte noroeste del futuro principado (ahora se conoce como Bucovina).   En 1360, Luis otorgó propiedades a un señor valaco, Dragoș de Giulești, por subyugar a los valacos moldavos que se habían rebelado contra Luis.  La identificación de Dragoș de Giulești con el primer gobernante de Moldavia se debate entre los estudiosos.

### Bogdan el Fundador

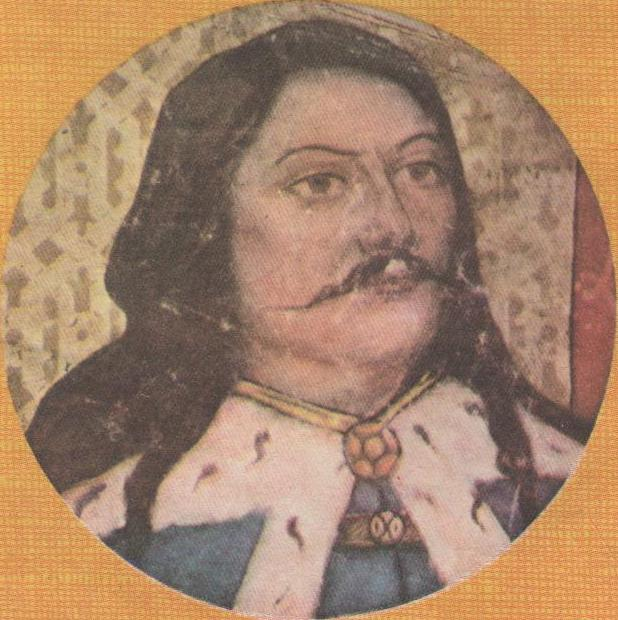
Impresión de Bogdan I, el fundador de Moldavia en el, por Pierre Auguste Bellet (1865–1924)

La mayoría de las primeras crónicas de Moldavia comienzan sus listas de los gobernantes de Moldavia con Dragoș y afirman que fue sucedido por su hijo, Sas, quien gobernó durante cuatro años.  La única excepción es la lista de los voivodas que se registró en el Monasterio de Bistrița en 1407, que comienza con un "voivoda Bogdan". Según la crónica de Juan de Küküllő, Bogdan, que había sido el voivoda de los valacos en Maramureș, había reunido a los valacos en ese distrito y «pasó en secreto a Moldavia».  Las cartas reales registraron que Bogdan había entrado en conflicto con János Kölcsei, el castellano real de Visk (ahora Vyshkovo en Ucrania), en 1343, y con un señor valaco en Maramureș, Giula de Giulești, en 1349. Según el historiador Radu Carciumaru, el conflicto de Bogdan con el castellano real sugiere que se había opuesto a la presencia de los representantes de la autoridad real en Maramureș años antes de su partida a Moldavia.
La fecha de la partida de Bogdan de Maramureș es incierta. Sus propiedades allí fueron confiscadas y otorgadas al hijo de Sas, Balc, según un diploma real, emitido el 2 de febrero de 1365. En consecuencia, Bogdan debe haber llegado a Moldavia antes de esa fecha. El historiador Pál Engel fecha la llegada de Bogdan en 1359, aprovechando el vacío de poder que siguió a la muerte de Berdi Beg, kan de la Horda Dorada. Según Carciumaru, un conflicto duradero entre el rey Luis I de Hungría y Carlos IV, emperador del Sacro Imperio Romano Germánico y la victoria de los lituanos sobre los tártaros en la Batalla de Aguas Azules a principios de la década de 1360, permitió que Bogdan llegara a Moldavia y expulsara a Balc en 1363.. Sălăgean dice que hasta 1365 Bogdan no tomó el poder en Moldavia, con la ayuda de los valacos locales.
El rey Luis I de Hungría intentó restaurar su gobierno en Moldavia, pero la cronología de las acciones militares contra Bogdan es incierta. Juan de Küküllő escribió que Bogdan «a menudo fue combatido» por el ejército de Luis, pero que el «número de valacos que habitaban esa tierra aumentó, transformándola en un país»". Aunque Küküllő declara que Bogdan finalmente se vio obligado a aceptar la suzeranía de Luis y a rendirle un tributo anual, los historiadores modernos, incluidos Denis Deletant, Tudor Sălăgean, Victor Spinei e István Vásáry, están de acuerdo en que Bogdan realmente habría podido preservar la independencia de Moldavia.

### Sucesores de Bogdan

El Principado de Moldavia en su apogeo en 1483

El nuevo estado deriva su nombre del río Moldava. En documentos latinos y eslavos, se menciona como «Moldova», «Moldava» o «Moldavia». Por otro lado, los bizantinos, que lo consideraban una nueva Valaquia, se referían al país como Maurovlachia ("Valaquia negra"), Rusovlachia ("Valaquia cerca de Rusia") o Moldovlachia ("Valaquia de Moldavia"). El nombre túrquico de Moldavia, Kara Boğdan, demuestra el papel preeminente de Bogdan en el establecimiento del principado.

#### Lațcu
Bogdan fue sucedido por su hijo, Lațcu, alrededor de 1367. Después de que los frailes franciscanos llegados de Polonia lo convirtieron al catolicismo, Lațcu inició el establecimiento de una diócesis católica en Moldavia en 1370.  Su correspondencia directa con la Santa Sede muestra que buscaba demostrar la independencia de Moldavia. A petición de Lațcu, el papa Gregorio XI estableció la diócesis de Siret en 1371, dirigiendo su bula a «Lațcu, duque de Moldavia». Según Sălăgean, la Santa Sede «consolidó el estatus internacional de Moldavia» al otorgar el título de «duque» a Lațcu. El 14 de marzo de 1372, el rey Luis I de Hungría, que también había heredado Polonia en 1370, firmó un tratado con el emperador Carlos IV que reconocía los derechos de Luis en muchas tierras, incluida Moldavia.

#### Petru Mușat
Lațcu, que murió en 1375, fue sucedido por Petru Mușat, según las primeras listas de gobernantes de Moldavia. Sin embargo, la Crónica rutena-lituana del siglo XV recoge que los valacos eligieron a Yuri Koriatovich —que era sobrino de Algirdas, Gran Príncipe de Lituania y que gobernaba en Podolia bajo la suzeranía polaca— para ser voivoda, pero que más tarde lo envenenaron. A finales de 1377, Vladislao II de Opole, que administraba Halych en nombre del rey Luis I de Hungría, dio refugio a un «voivoda de Valaquia» llamado George, que había huido a Halych debido a la «traición inesperada de su pueblo».  Según Spinei, George Koriatovich murió en 1375, lo que excluiría su identificación con el «voivoda George». Spinei también dice que George Koriatovich probablemente gobernó en el sureste de Moldavia, que había sido liberada del dominio mongol. Las primeras monedas de plata y bronce de Moldavia fueron acuñadas por Petru Mușat en 1377.
Según una entrada en el registro de la colonia genovesa en Caffa en el mar Negro, dos enviados genoveses fueron mandados a «Constantino et Petro vayvoda» en 1386. Los historiadores han identificado al voivoda Constantino con Costea, quien en la lista de los voivodas de Moldavia registrados en el Monasterio de Bistrița, aparece mencionado entre Lațcu y Petru. El registro de Caffa sugiere que los dos voivodas —Costea y Petru Mușat— tenían la misma posición. La división del principado medieval en dos unidades administrativas mayores —«Țara de Sus» (País superior) y «Țara de Jos» (País Inferior)— cada una administrada por un alto funcionario, el vornic, también implicaría la existencia anterior de dos entidades políticas, que estarían unidas por los monarcas de Moldavia.
El 26 de septiembre de 1387, Petru Mușat rindió homenaje en Cracovia a Władysław II Jagiełło, rey de Polonia.  A petición de Petru, Anton, el  metropolitano ortodoxo de Halych, ordenó a dos obispos para Moldavia, uno de ellos Joseph Mușat, quien estaba emparentado con el voivoda. Sin embargo, el Patriarca Ecuménico de Constantinopla se negó a reconocer su consagración. Petru Mușat expandió su autoridad hasta el Danubio y el mar Negro.. Su sucesor,  Roman I Mușat, el 30 de marzo de 1392 se autodenominó «Por la gracia de Dios el Todopoderoso, Voivoda de Moldavia y de todo el país valaco desde las montañas hasta las orillas del mar». Después de años de negociaciones, el Patriarca Ecuménico, Mateo I, reconoció a Joseph Mușat como Metropolitano de Maurovlachia en 1401.

## Crecimiento del principado
El principado de Moldavia creció para incluir el territorio entre los Cárpatos orientales y el río Dniéster. Existió hasta 1859, cuando se unió a Valaquia como base del moderno estado rumano; en varias ocasiones, el estado incluía las regiones de Besarabia (con el Budjak) y toda Bucovina. La mitad occidental de Moldavia es ahora parte de Rumania, el lado oriental pertenece a la República de Moldavia, mientras que las partes septentrional y sureste son territorios de Ucrania.